# Garza
Le garze sono una classe di tessuti dall'intreccio solitamente molto aperto e trasparente, ma comunque stabile. Dal latino gazatum o dal francese gaze.

## Garze a giro inglese

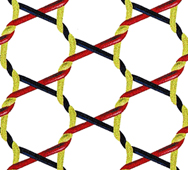
Bobbinet - intreccio del tulle

Le garze propriamente dette sono quelle a giro inglese  si ottengono usando una particolare montatura del telaio, che prevede l'uso di apposite maglie. Nelle garze a giro inglese alcuni fili (fili di giro), inseriti nelle maglie apposite, compiono movimenti sinuosi, a cavallo di altri fili (fili dritti). Ne risulta un intreccio rarefatto ma molto stabile.
Si cominciò a produrre in Inghilterra dopo l'invenzione della bobbinet machine messa a punto da John Heathcoat nel 1808. Una macchina costruita su suo disegno originale è tuttora in funzione a Chard nel Somerset. Un esempio il tulle.

## Le false garze
Sono intrecci dall'aspetto simile alla garze, nei quali i fili, molto radi, creano degli affetti trasparenti, con risultato piacevole ma poco stabile.  Si possono realizzare su qualsiasi telaio da tessitura con armatura a tela. Un esempio: le bende per fasciature.

## Le garze huck lace

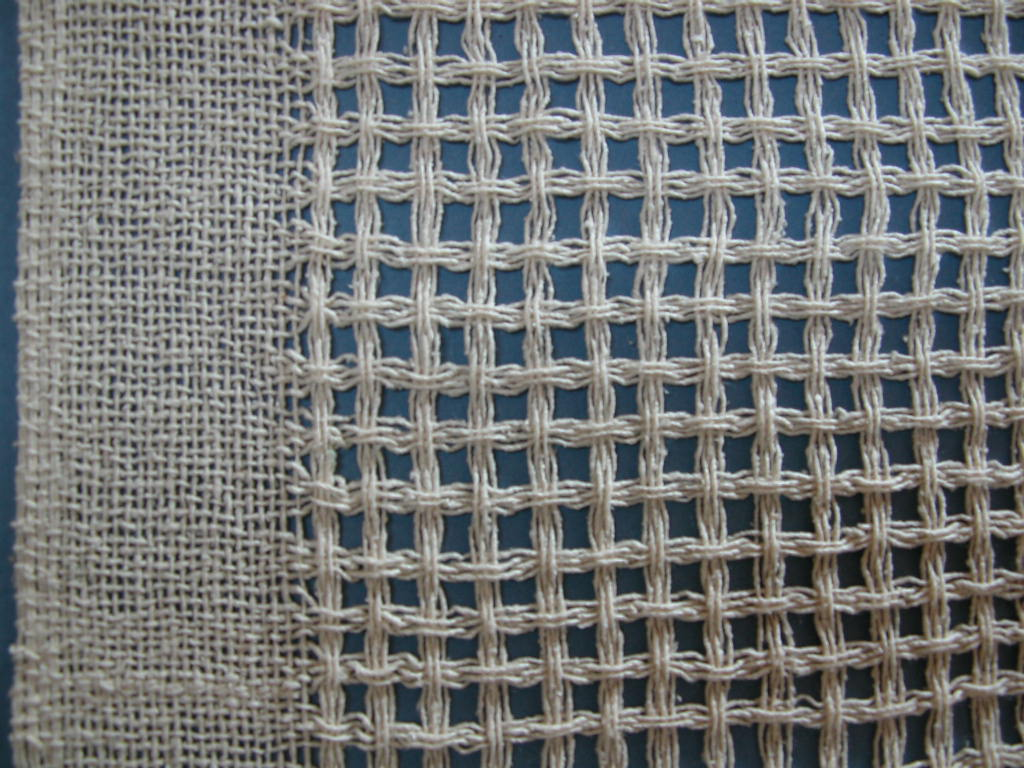
Armatura a garza (huck lace) con bordo a tela

Nome di una particolare armatura: in italiano è chiamata traforato, in inglese huck lace, dà come risultato tessuti traforati con disegni che variano con la diversa movimentazione dei licci. Di aspetto molto gradevole ma delicate e poco stabili per le frequenti slegature di trama e d'ordito. Si usano nella biancheria della casa per tovaglie e asciugamani, in abbigliamento femminile per camicette e scialli, in arredamento per tendaggi.